# Ourisia colensoi
Ourisia colensoi är en grobladsväxtart som beskrevs av Joseph Dalton Hooker. Ourisia colensoi ingår i släktet Ourisia och familjen grobladsväxter. Inga underarter finns listade i Catalogue of Life.